# بيناكتيزين
بيناكتيزين (بالإنجليزية: Benactyzine)‏ هو دواء يُستعمل في علاج:
- اضطراب القلق[8]

## دوره
يلعب هذا الدواء دورًا في علاج الأمراض كونه:
- مضاد اكتئاب
- مضاد مسكاريني